# Georg Schlenvoigt
Georg Schlenvoigt (* 14. Februar 1950) ist ein deutscher Politiker (SPD), Diplombauingenieur und Regierungsbaumeister, sowie ehemaliger Oberbürgermeister der Großen Kreisstadt Crailsheim.

## Leben und Beruf
Schlenvoigt studierte in den Jahren 1969 bis 1975 Bauingenieurswesen an der Universität Karlsruhe. Bis 1978 war er dort als Assistent am Lehrstuhl für Hydromechanik tätig. Bis 1980 folgte ein Referendariat mit Abschluss als Regierungsbaumeister beim Wasserwirtschaftsamt und Regierungspräsidium Freiburg.
Bis zum Jahr 1985 war Schlenvoigt als Leiter der Referate Abfallbeseitigung, Wasserversorgung sowie Flussbau/Hochwasserschutz beim Wasserwirtschaftsamt Schorndorf tätig und wechselte dann bis 1991 in das Regierungspräsidium Stuttgart. Im gleichen Zeitraum war er außerdem Leiter der Arbeitsgruppe „Stauanlagen“ beim Ministerium für Umwelt in Baden-Württemberg sowie Obmann des Arbeitskreises „Hochwasserrückhaltebecken“ beim Deutschen Verband für Wasserwirtschaft und Kulturbau in Bonn.
In den Jahren 1991 bis 1999 war er Oberbürgermeister der Großen Kreisstadt Crailsheim. In dieser Rolle war er außerdem Mitglied und stellvertretender Vorsitzender des Umweltausschusses beim Städtetag Baden-Württemberg, Mitglied des Statistischen Ausschusses des Deutschen Städtetags, Mitglied im Arbeitskreis „Kommunen der Zukunft“ der kommunalen Gemeinschaftsstelle für Verwaltungsvereinfachung der Bertelsmann-Stiftung und der Hans-Böckler-Stiftung, sowie Sprecher im „Crailsheimer Kreis“ beim Vergleichswettbewerb von Mitgliedsstädten. Bei der Wahl 1999 konnte er keine Mehrheit mehr erzielen.
Im Zeitraum von 1999 bis 2014 unterhielt er als selbstständiger Berater für Wirtschaft und Verwaltung ein Büro in Crailsheim. Seither arbeitet er als integrierte Fachkraft des staatlichen Wasserversorgers der Republik Benin, SONEB in Cotonou und außerdem seit 2016 im Qualitätsmanagement.
Schlenvoigt ist verheiratet und hat drei Kinder. Er lebt in Crailsheim. Als Parteimitglied führt er seit dem Jahr 2014 im Kreistag Schwäbisch Hall als Vorsitzender die Kreistagsfraktion der SPD. Außerdem ist er Mitglied des Aufsichtsrats der Landkreis Schwäbisch Hall Klinikum gGmbH.